# Путря, Саша
Александра (Саша) Евгеньевна Путря (2 декабря 1977, Полтава — 24 января 1989, там же) — юная советская художница. За свою короткую жизнь создала 2 279 работ — 46 альбомов с рисунками, шаржами и стихами, чеканки, вышивки, поделки из пластилина, мягкие игрушки, изделия из бусинок и разноцветных камешков, выжигание по дереву. Делала технические чертежи, которые должны были, по её мнению, помочь взрослым достичь Луны и сделать асфальтовое покрытие дорог без трещин.

## Биография
Родилась в семье профессионального художника, выпускника Харьковского художественного училища Евгения Васильевича Путри (1936-2021) и преподавателя музыкального училища Виктории Леонидовны Емец. Рисовать стала с трёх лет.
В пятилетнем возрасте Саше был поставлен диагноз: острый лимфобластный лейкоз. Именно от него девочка скончалась на 12-м году жизни, прожив 11 лет, 1 месяц и 21 день.
Любимыми авторами были Виктор Гюго, Александр Пушкин, Николай Гоголь, Марк Твен, Александр Дюма, Роберт Стивенсон и Майн Рид.

## Память о Саше Путре

Дева Мария. 10 лет

- С 1989 по 2005 год прошли 112 персональных выставок Саши Путри в 10 странах.
- В Австрии с рисунком Саши выпущен почтовый конверт, штемпель и издана серия её рисунков.
- О Саше снято пять документальных фильмов[3], вышла документальная повесть «Сашенька»[4].
- В детском саду, где она воспитывалась, открыт музей Саши Путри, а на стене установлена мемориальная доска.
- Министерство культуры Украины приняло решение: всё творческое наследие Саши Путри есть достояние государства. В Полтавском художественном музее имени Ярошенко находится детский зал имени Саши Путри, в котором постоянно действует выставка её картин[5]; под эгидой Фонда защиты и поддержки талантливых детей в этой галерее проводятся конкурсы детского рисунка; с 2005 года эти конкурсы стали международными.
- С 20 мая 2016 года улица Плеханова носит имя Саши Путри[6].
- В 1994 году режиссёром Нелей Даниленко был снят документальный фильм «Сашенька».
- В 2006 году создан персональный сайт Сашеньки Путри http://putrya.3dn.ru/